# سپیده‌دم جهان
سپیده‌دم جهان (به انگلیسی: Dawn of the World) فیلمی در ژانر جنگی، رمانتیک، و درام به کارگردانی عباس فاضل است که در سال ۲۰۰۸ منتشر شد. از بازیگران آن می‌توان به هیام عباس و حفصیه حرزی اشاره کرد.